# Skarpabborrtjärnen (Transtrands socken, Dalarna)
Skarpabborrtjärnen är en sjö i Malung-Sälens kommun i Dalarna och ingår i Dalälvens huvudavrinningsområde. Sjön har en area på 0,0467 kvadratkilometer och ligger 548,3 meter över havet.

## Delavrinningsområde
Skarpabborrtjärnen ingår i det delavrinningsområde (681321-135744) som SMHI kallar för Mynnar i Fulan. Medelhöjden är 455 meter över havet och ytan är 9,05 kvadratkilometer. Det finns inga avrinningsområden uppströms utan avrinningsområdet är högsta punkten. Bodbäcken som avvattnar avrinningsområdet har biflödesordning 4, vilket innebär att vattnet flödar genom totalt 4 vattendrag innan det når havet efter 487 kilometer. Avrinningsområdet består mestadels av skog (80 procent) och sankmarker (10 procent). Avrinningsområdet har 0,11 kvadratkilometer vattenytor vilket ger det en sjöprocent på 1,2 procent.